# Kikí Dimulà
Kikí Dimulà (grec: Κική Δημουλά)  (Atenes, 6 de juny de 1931 - Atenes, 22 de febrer de 2020) va ser una poeta grega, membre de l'Acadèmia d'Atenes.

## Biografia
Vassiliki Radou (posteriorment Kikí Dimulà) va néixer el 1931 a Atenes. Un cop acabat el batxillerat, el 1949, entrà a treballar al Banc de Grècia, seguint la tradició familiar del seu pare i dos oncles, ocupació que mantingué fins que es retirà vint-i-cinc anys després.
El 15 de juny de 1950, la prestigiosa revista literària Nea Hestia publicà dos dels seus poemes sota el nom de Kiki Chr. Radou. L'any 1952, com a regal pel dia del seu sant, el seu oncle Panaiotis Kalamariotis li oferí una edició privada de la seva poesia, titulada Poemes. Aviat va, discretament, desautoritzar aquest recull, que no va ser inclòs en la col·lecció de Poemes del 1998. L'any 1954 es casà amb l'enginyer civil i poeta Athos Dimulàs, que havia conegut l'any 1945. Dimulà sempre ha expressat que fou la seva unió amb Dimulàs que la va forjar com a poeta. Amb Dimulàs, que morí el 1985, tingueren un fill i una filla.
A partir de 1959 participà en el comitè editorial de la revista literària Ho Kyklos (El Cercle), escrita per empleats del Banc de Grècia, en què publicà narracions breus, posteriorment objecte d'una edició recopilatòria el 2005.

## La poesia de Dimulà
Nikos Dimu afirma que la poesia de Dimulà és una poesia sense objecte, perquè el seu objecte és el no-res, el seu tema és el pas, progressiu o sobtat, del ser al no ser, aquest pas que s'anomena temps, desgast o mort. Els crítics la situen en una generació de postguerra, anomenada també intermèdia, ja que queda entre la dels anys 30 i la més jove dels 70 del segle xx. No obstant això, Dimulà rebutja l'adscripció a cap generació, més enllà d'una pura referència cronològica.
Quan s'ha volgut classificar el gènere poètic que conrea Dimulà se l'ha considerada pròxima al dels poetes metafísics del segle XVII anglès, Donne, Herbert o Marvell, o a l'americana Emily Dickinson. Dimulà, però, té una veu pròpia, radicalment independent i difícilment classificable dins de cap moviment o tendència literària o poètica. El seu traductor al francès, Michel Volkovitch, la considera un "electró lliure". Eurydice Trichon-Milsani, també traductora seva al francès, la considera sense precedents i, molt probablement, sense epígons.
Si hi ha res que caracteritza la poesia de Dimulà és l'ús extrem i fins i tot acrobàtic de la llengua i dels mots. El crític Nikos Dimu la qualifica d'anarquista dels mots, de poeta que, aterrida per l'existència, terroritza la llengua. Això no la priva de ser pròxima al lector i d'haver esdevingut àmpliament popular a Grècia.
Estem davant d'una autora no gaire prolífica (una dotzena de poemaris, no gaire extensos, al llarg d'uns seixanta anys d'activitat poètica). El títol del seu poemari El poc del món ja apunta cap a aquest gust per la cosa petita, humil, les coses senzilles.

## Guardons i reconeixements
- 1972: Segon Premi Nacional de Poesia pel poemari Το λίγο του κόσμου [El poc del món]
- 1989: Premi Nacional de Poesia per Χαίρε ποτέ [Salve mai][2]
- 1995: Premi de la Fundació Uranis de l'Acadèmia d'Atenes pel poemari Η εφηβεία της λήθης [L'adolescència de l'oblit][2]
- 2001: Premi Aristeion de les lletres de l'Acadèmia d'Atenes en reconeixement de la seva obra completa.
- 2002: Elegida membre de ple dret de l'Acadèmia d'Atenes, Orde de Lletres[2]
- 2010: Premi Europeu de Literatura, concedit per l'Association Capitale Européenne des Littératures (ACEL), d'Estrasburg
- 2011: Gran Premi Nacional per l'obra de tota una vida, el premi literari més distingit de Grècia

## Obra

### Poesia
- Ποιήματα [Poemes] 1952
- Έρεβος [Èreb] 1956, Στιγμή 1990
- Ερήμην [En absència] Δίφρος 1958, Στιγμή 1900
- Επί τα ίχνη [Seguint el rastre], Φέξης 1963, Στιγμή 1989
- Το λίγο του κόσμου [El poc del món] 1971, Νεφέλη 1983, Στιγμή 1900
- Το τελευταίο σώμα μου [El meu darrer cos], Κείμενα 1981, Στιγμή 1989
- Χαίρε Ποτέ [Salve mai], Στιγμή 1988
- Η εφηβεία της λήθης [L'adolescència de l'oblit], Στιγμή 1994
- Ενός λεπτού μαζί [D'un minut junts], Ίκαρος 1998
- Ποιήματα (Συγκεντρωτκή έκδοση) [Poemes, edició completa], Ίκαρος 1998
- Ήχος Απομακρύνσεων [So d'allunyaments], Ίκαρος 2001
- Χλόη θερμοκηπίου [Gespa de viver], Ίκαρος 2005
- Μεταφερθήκαμε παραπλεύρως [Ens hem traslladat al costat], Ίκαρος 2007
- Τα εύρετρα [Les troballes] 2010
- Δημόσιος Καιρός [Temps públic] 2014

### Prosa
- Ο Φιλοπαίγμων μύθος [Un mite burleta], Ίκαρος 2004 (Ομιλία κατά την τελετή αναγόρευσής της ως μέλους της Ακαδημίας Αθηνών) [Discurs d'ingrés a l'Acadèmia d'Atenes]
- Εκτος σχεδίου [Fora de programa], Ίκαρος 2005 (πεζά κείμενα) [Obres en prosa]
- Συνάντηση Γιάννης Ψυχοπαίδης, Κική Δημουλά [Cita amb Iannis Psikhopedis, Kikí Dimulà], Ίκαρος 2007 (Ανθολογία με ζωγραφικά σχόλια του Γιάννη Ψυχοπαίδη) [Antologia amb comentaris de l'obra pictòrica de Iannis Psikhopedis

### Traduccions al català
- 2005: Poemes (selecció), a càrrec de Joaquim Gestí i Kleri Skandami, per al XXI Festival Internacional de Poesia de Barcelona[16]
- 2016: Kikí Dimulà. Presentació i traduccions de Joaquim Gestí. Dilluns de poesia a l'Arts Santa Mònica.[17]
- 2020: Us he deixat un missatge (antologia, en edició bilingüe). Traducció i pròleg de Quim Gestí. Godall Edicions. Col. Cadup, 25. ISBN 9788412161045

### Obra en català
- Dimulà, Kikí; Gestí, Joaquim (traductor); Skandami, Kleri (traductora). «Poemes». A: XXI Festival Internacional de Poesia de Barcelona.  Barcelona: Institut de Cultura. Ajuntament de Barcelona, 2005, p. 99-110.
- Dimulà, Kikí; Gestí, Joaquim (traductor) «Επέστρεφε και παίρνε με (Torna i pren-me)» (html) (en grec i català). El retorn, fantasiós anar i venir dels somnis. Calipso i Ulisses a «Torna i pren-me», de Kikí Dimulà. De Troia a Ítaca, 09-05-2015 [Consulta: 22 maig 2015].
- Dimulà, Kikí; Gestí, Joaquim (traductor) «Κάλχας (Calcant)» (html) (en grec i català). El Calcant de Dimulà. De Troia a Ítaca, 14-06-2016 [Consulta: 14 juny 2016].
- Dimulà, Kikí; Gestí, Joaquim (Presentació i traduccions). Kikí Dimulà. Dilluns de poesia a l'Arts Santa Mònica. Presentació i traduccions de Joaquim Gestí.  Barcelona: Generalitat de Catalunya. Institució de les Lletres Catalanes, 13 de juny de 2016, p. 32 pàgs..
- Dimulà, Kikí; Gestí, Quim (Traducció i pròleg). Us he deixat un missatge.  Godall Edicions, setembre 2020, p. 443 pàgs. (Cadup, 25). ISBN 9788412161045.